# Balthasar Denner
Balthasar Denner (født 15. november 1685 i Altona, død 14. april 1749 i Rostock) var en tysk portrætmaler.
Denner blev som barn krøbling og gav sig tidlig til at tegne; først da han 1707 kom på akademiet i Berlin, kom der fart i hans kunstneriske undervisning. Snart blev han en berømthed. Bekendtskabet med grevinde Reventlow (for hvem han årlig malede et billede, mod at hans fader, mennoniterpræsten Jakob Denner, til gengæld skulle have lov til at prædike på hendes jordegods) åbnede ham vej til hofferne, det Holstein-Gottorp'ske, det danske hof (1717 malede han kongen i Husum, dvælede 10 måneder i København, malede 1734 i Altona Christian VI, portrætterede Tordenskiold, o.s. fr.), det Braunschweig-Wolfenbüttel'ske, det engelske (fra 1721 til ca. 1728 var England hovedopholdsstedet) med flere; en tid levede han i Amsterdam og Hamborg; i de senere år var det især det mecklenburgske hof, der holdt ham fast (i Schwerins Museum findes således bl.a. 46 ufuldendte arbejder af Denner).
Denner blev den typiske repræsentant for det minutiøse maleri i de "små" hollænderes fodspor; ingen kunne som han lupagtigt fint gengive hver en rynke, hver hudfold, hvert hår i pelsværket, det hele glat udpenslende. Portrætfaget var hans hovedvirksomhed; han imødekom her så udmærket smagen for fotografisk virkelighed (det fortælles om Hovedet af en gammel kone – det ene af de to berømte billeder i Wiens Hofmuseum; det andet: pendanten Hoved af en gammel mand – at kejser Karl VI selv gemte nøglen til rammeskrinet; han havde også givet 4700 gulden for det). Senere tider har fundet hans slidsomme detaillering ånd- og karakterløs. Foruden portrætter malede han blomster- og frugtstykker; også historiemalerier (mest fra ungdomstiden). Talrige museer ejer billeder af Denner; Statens Museum for Kunst: Kunstnerens datter, Glyptoteket: Selvportræt, andre i Frederiksborg Museum, Gavnø-samlingen m. v.